# Listă de companii din industria de film din România
Listă de companii din industria de film din România:
Studiouri de film
- Sahia Film
- RoFilm -
- Animafilm
- Mandragora Movies
- Strada Film
- Icon Production
- Hai-Hui Entertainment
- Libra Film
- Mobra Film
- Hi Film -
- Castel Film -
- TaerraFilm
- Cosm'In Film Productions

Cinematografe
- RomâniaFilm
- Hollywood Multiplex

Altele
- Centrul Național al Cinematografiei -  Arhivat în 18 septembrie 2012, la Wayback Machine.  Arhivat în 10 septembrie 2010, la Wayback Machine.